# نذري ناصر
نذري ناصر (بالإنجليزية: Nazri Nasir) هو مدرب كرة قدم ولاعب كرة قدم سنغافوري في مركز الوسط، ولد في 17 يناير 1971 في سنغافورة. شارك مع منتخب سنغافورة لكرة القدم. أما مع النوادي، فقد لعب مع باليستيير خالسا وليونز تويلف ونادي تامبينس روفرز ونادي هوم يونايتد ونادي واريورز.

## وصلات خارجية
- نذري ناصر على موقع الاتحاد الدولي (مؤرشف)  (الإنجليزية)
- نذري ناصر على موقع قاعدة بيانات كرة القدم.إي يو (الإنجليزية)
- نذري ناصر على موقع ناشيونال فوتبول تيمز (الإنجليزية)
- نذري ناصر على موقع عالم كرة القدم.نت (الإنجليزية)